# Sabiá (editora)
A Editora Sabiá foi uma editora brasileira pertencente aos escritores Fernando Sabino e Rubem Braga, que surgiu de uma divisão da Editora do Autor, em 1966, e foi comprada pela Livraria José Olympio Editora. 

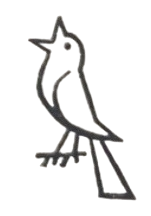
Logo da Editora Sabiá, criado por Ziraldo.

## Histórico
A Editora Sabiá teve origem numa cooperativa de autores, a Editora do Autor, fundada por Walter Acosta, que, posteriormente, convidou Fernando Sabino e Rubem Braga para serem seus sócios. Em 1960, Sabino e Braga fizeram uma viagem a Cuba, como correspondentes de jornais, na comitiva de Jânio Quadros, eleito Presidente da República e ainda não empossado, fazendo então uma reportagem sobre a revolução cubana, resultando nos artigos A Revolução dos Jovens Iluminados de Sabino e Trata-se de uma Revolução, de Braga, incluídos no livro que inaugura a Editora do Autor: Furacão sobre Cuba, de Jean-Paul Sartre (em que esteve presente ao acontecimento sua mulher, Simone de Beauvoir), em setembro de 1960. 
Em novembro a Editora do Autor lança Ai de ti, Copacabana, de Rubem Braga, O Cego de Ipanema, de Paulo Mendes Campos, a nova edição da Antologia Poética, de Vinícius de Moraes e O Homem Nu, de Fernando Sabino, deflagrando, de fato, sua nova editora.
Outro sucesso da Editora do Autor foi The Catcher in the Rye (O Apanhador no Campo de Centeio), que fora recusado pela Civilização Brasileira, e que Fernando Sabino considerou um “vencedor certo”; como previsto por Sabino, o livro teve várias edições.
Mediante um desentendimento entre os três diretores, houve uma divisão da editora, em 1966. Fernando Sabino e Rubem Braga, formaram uma nova editora, a Sabiá, que iniciou sua produção em 1967.
Suas especialidades eram poesia, crônica e romance. Um dos títulos de maior sucesso foi Para uma Menina com uma Flor, de Vinícius de Moraes, em 1971. Clarice Lispector era uma das autoras que teve vários livros publicados pela Editora do Autor e consequentemente pela Editora Sabiá. Na época, pouco da literatura hispano-americana havia sido traduzida e a Sabiá alcançou grande êxito ao traduzir para o português Cien Años de Soledad (Cem Anos de Solidão), de Gabriel García Márquez, em 1969, encorajando outros editores a traduzir o chamado Boom Latino-Americano.
Além de publicar as obras de seus proprietários, a Sabiá publicou os principais autores brasileiros da época: Vinicius de Moraes, Paulo Mendes Campos, Otto Lara Resende, Carlos Drummond de Andrade, Manuel Bandeira, Jorge de Lima, Dante Milano, João Cabral de Melo Neto, Clarice Lispector, Murilo Mendes, Stanislaw Ponte Preta — e a série Antologia Poética dos maiores poetas contemporâneos brasileiros e sul-americanos, tais como Pablo Neruda e Jorge Luis Borges. Apresentava, também, romances de sucesso: Boquinhas Pintadas, de Manuel Puig, A Casa Verde, de Mario Vargas Llosa e outros livros de Gabriel García Márquez.
Um de seus gerentes foi Paulo Rocco, que posteriormente dirigiria a Livraria Francisco Alves e em junho de 1975 fundaria a Editora Rocco.
Em 13 de dezembro de 1968, a Editora Sabiá programou uma festa no Museu de Arte Moderna, no Rio de Janeiro, com o lançamento de vários livros, entre os quais Revolução dentro da Paz, de Dom Hélder Câmara, Roda Viva, de Chico Buarque de Holanda, O Cristo do Povo, de Márcio Moreira Alves e Nossa Luta em Sierra Maestra, de Che Guevara. Nesse dia foi editado o Ato Institucional que oficializou a ditadura militar e a festa não se realizou.
Em 1972, a Sabiá foi vendida para a Livraria José Olympio Editora, encerrando sua história editorial.